# Bridgehead
Bridgehead: Legionnaire 2 (sottotitolo usato a video e sulla copertina dell'edizione disco) è un videogioco pubblicato nel 1986 per Commodore 16 dalla Kingsoft e in licenza dalla Anco. È un picchiaduro a scorrimento a piattaforme, a tema militare, ispirato al noto arcade Green Beret.
È il seguito di Legionnaire dello stesso anno e degli stessi editori, che è invece un'imitazione di Commando.
Esistono versioni distinte di Bridgehead, con diversa quantità di livelli, per Commodore 16 su cassetta, C16 su floppy, ed esclusiva per Commodore Plus/4 o per C16 con espansione a 64k di RAM. La Kingsoft vendeva le versioni 16k e 64k insieme sullo stesso supporto (cassetta o disco), mentre la Anco in due edizioni distinte (cassette).
Una variante a 64k intitolata Alien Invasion uscì soltanto all'interno della raccolta tedesca Sextett della Kingsoft (1987). Questa versione è modificata esteticamente per avere un tema fantascientifico, con lucertoloni alieni al posto dei soldati nemici. Fu realizzata perché in Germania Ovest Bridgehead venne indicizzato dal BPjS e vietato ai minori, come nel più noto caso di Commando e la sua variante tedesca Space Invasion.

## Modalità di gioco
Si controlla un soldato a piedi in un ambiente bidimensionale a scorrimento orizzontale, fluido ma lento. Lo scenario va attraversato completamente da sinistra a destra, ma è possibile anche scorrere verso sinistra per tornare sui propri passi. Ci sono da uno a tre livelli di piattaforme: il suolo piatto ed eventuali colline o strutture, sulle quali si può salire con scalette verticali.
Il soldato è armato di coltello, che colpisce solo in corpo a corpo, e di una scorta limitata di granate. Queste vengono lanciate a una distanza fissa e si possono ripristinare raccogliendo dei rifornimenti. Il soldato non può saltare, ma può acquattarsi a terra per schivare eventuali razzi.
I nemici sono soldati a piedi, che sottraggono una vita al protagonista se lo raggiungono prima che riesca ad accoltellarli. Alcuni sono armati di lanciarazzi, mentre nel gioco non c'è alcun tipo di fucile.
I nemici sono distinti per colore della divisa: ci sono due tipi di soldati comuni che pattugliano le aree (solo un tipo può usare le scale), comandanti che inseguono il protagonista, soldati con lanciarazzi semplici o con missili guidati che puntano verso il protagonista.
A differenza del giocatore, i nemici possono anche saltare giù dai bordi delle piattaforme.
Sul suolo si possono incontrare mine, che devono essere aggirate oppure distrutte usando le granate. Queste ultime possono eliminare anche i soldati, sebbene non sia l'uso più comune.
Il gioco è costituito da una serie di livelli, ciascuno con un diverso scenario lungo circa come 8 schermi. Alla fine di ogni livello, quando lo scorrimento termina, si deve eliminare una certa quantità di soldati che continuano ad arrivare, prima di poter passare al successivo.
Le varie edizioni del programma sono identiche, a parte il numero totale di livelli disponibili. In quella per Plus/4 (o altri modelli con 64k di memoria) i livelli sono 8: il primo è montagnoso con palme e ponti di corda, il secondo è un porto, nel terzo ci sono enormi veicoli portamissili, nei successivi ci sono edifici di diversi tipi, nel settimo si passa davanti a grandi sottomarini viola, e l'ultimo è un accampamento che termina con il quartier generale nemico. Questa versione ha anche una modalità demo che permette di veder scorrere in anteprima tutti i livelli. Inoltre è a caricamento unico, mente sul C16 di base i livelli sono caricati uno alla volta.
La versione su cassetta per C16 inespanso ha 5 livelli, di cui quattro in comune con la versione 64k, più uno originale, un aeroporto militare. La versione C16 su disco ha invece tutti i 9 livelli, sia quelli della versione 64k sia l'aeroporto.
Nella versione Alien Invasion a tema alieno i livelli cambiano solo esteticamente, e sono ridotti a 7 più un ottavo non funzionante.

## Accoglienza
A suo tempo Bridgehead fu decisamente apprezzato dalla stampa di settore europea, sia per la qualità grafica sia per la giocabilità. Nei casi più entusiasti la rivista Computer Gamer arrivò a dargli un voto complessivo del 92% e Commodore Computing International lo dichiarò un gioco "mega".
In retrospettiva, Retro Gamer ritiene Bridgehead molto più buono rispetto alla scadente conversione ufficiale per C16 di Green Beret che pubblicò la Imagine Software, così come il predecessore Legionnaire era molto meglio della terribile conversione ufficiale per C16 di Commando fatta dalla Elite Systems. La rivista considera Bridgehead e il suo predecessore un "duo esplosivo" nel loro genere.